# آناباز (سن ژان پرس)
آناباز مجموعه‌ای از اشعار سن ژان پرس است که در ژانویه ۱۹۲۴ منتشر شد. این مجموعه، اشعاری از الکسی لژه دیپلمات فرانسوی بود که با نام مستعار سنت ژون پرس او را به شهرت رساند.
شلومو الباز در این باره می‌گوید:
«آناباز تقاطع بین دو شیوه نوشتاری است: هنر کلاسیک و هنر مدرن.»
این شعر توسط شاعر و نمایشنامه‌نویس آمریکایی بریتانیایی‌تبار تی. اس. الیوت ترجمه شده که با سرزمین ویران سروده او مقایسه می‌شود.

## ریشه‌شناسی نام مجموعه
این شعر بعد از این‌که الکسی لژه به صحرای گبی (۱۹۲۰–۱۹۲۱) سفر کرده بود، سروده شد. آنابا از آناباسیس به معنای صعود، گرفته شده‌است؛ سفر به درون، و در نتیجه صعود روح، صعود در درون خود، و درون‌نگری. همچنین، جلوه صوتی این واژه نیز برای نویسنده شعر جذاب بود.

## ساختار مجموعه
- ترانه
  - کلبه‌ای متولد شد…
- آناباسیس

1. در طول سه فصل عالی…
2. به کشورهای پر رفت و آمد…
3. دربرداشت جو…
4. این قطار دنیاست…
5. برای روح درهم تنیده من…
6. خداوند متعال…
7. ما برای همیشه ساکن نخواهیم شد…
8. قوانین فروش مادیان…
9. برای مدت طولانی…
10. یک کلاه بزرگ انتخاب کنید…

- ترانه
  - اسب من ایستاد…